# Erebia christi
Erebia christi (tên tiếng Anh: Raetzer's Ringlet) là một loài bướm thuộc họ Nymphalidae. Loài này có ở Ý và Thụy Sĩ. Môi trường sống tự nhiên của chúng là vùng đồng cỏ ôn đới.

## Hình ảnh

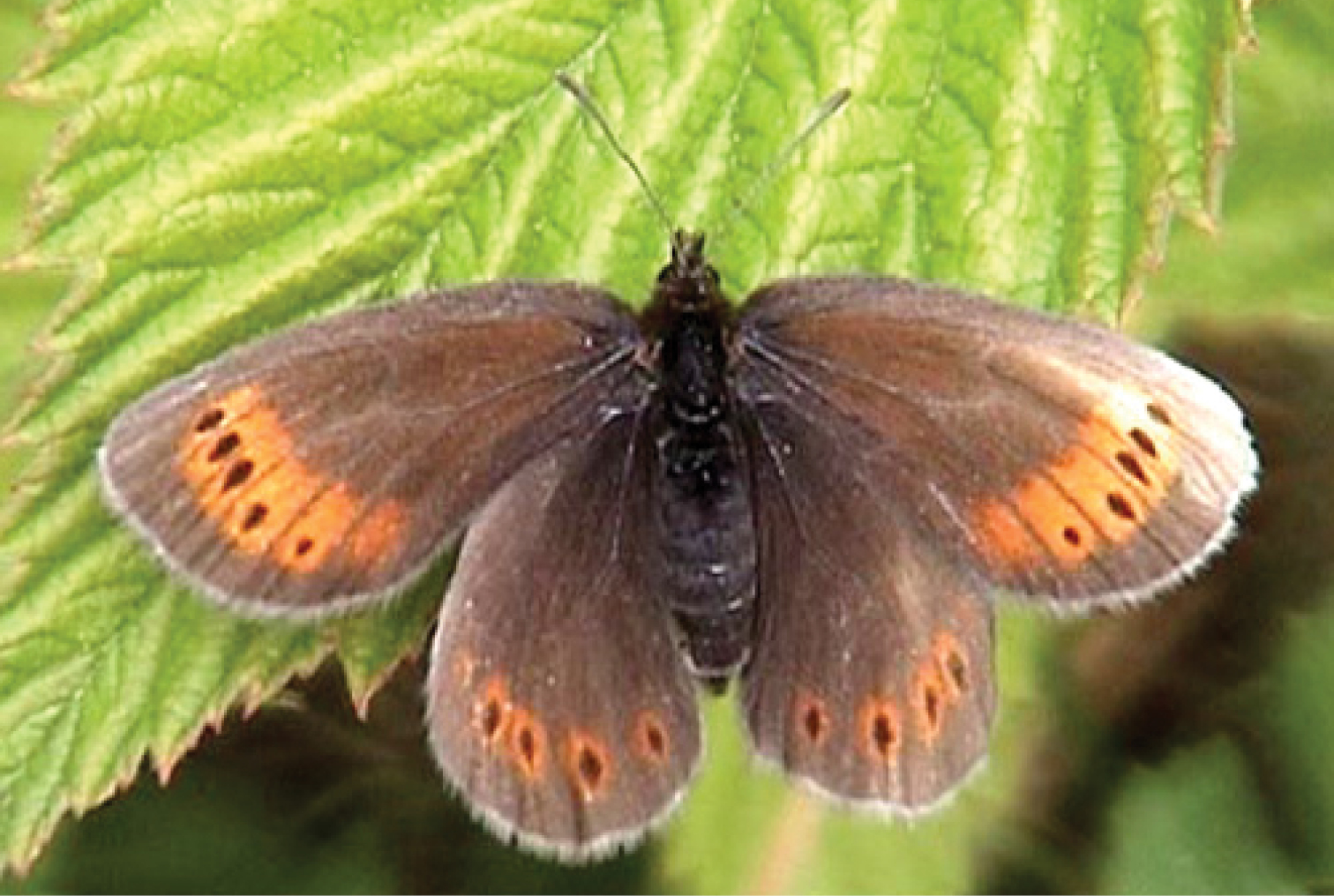
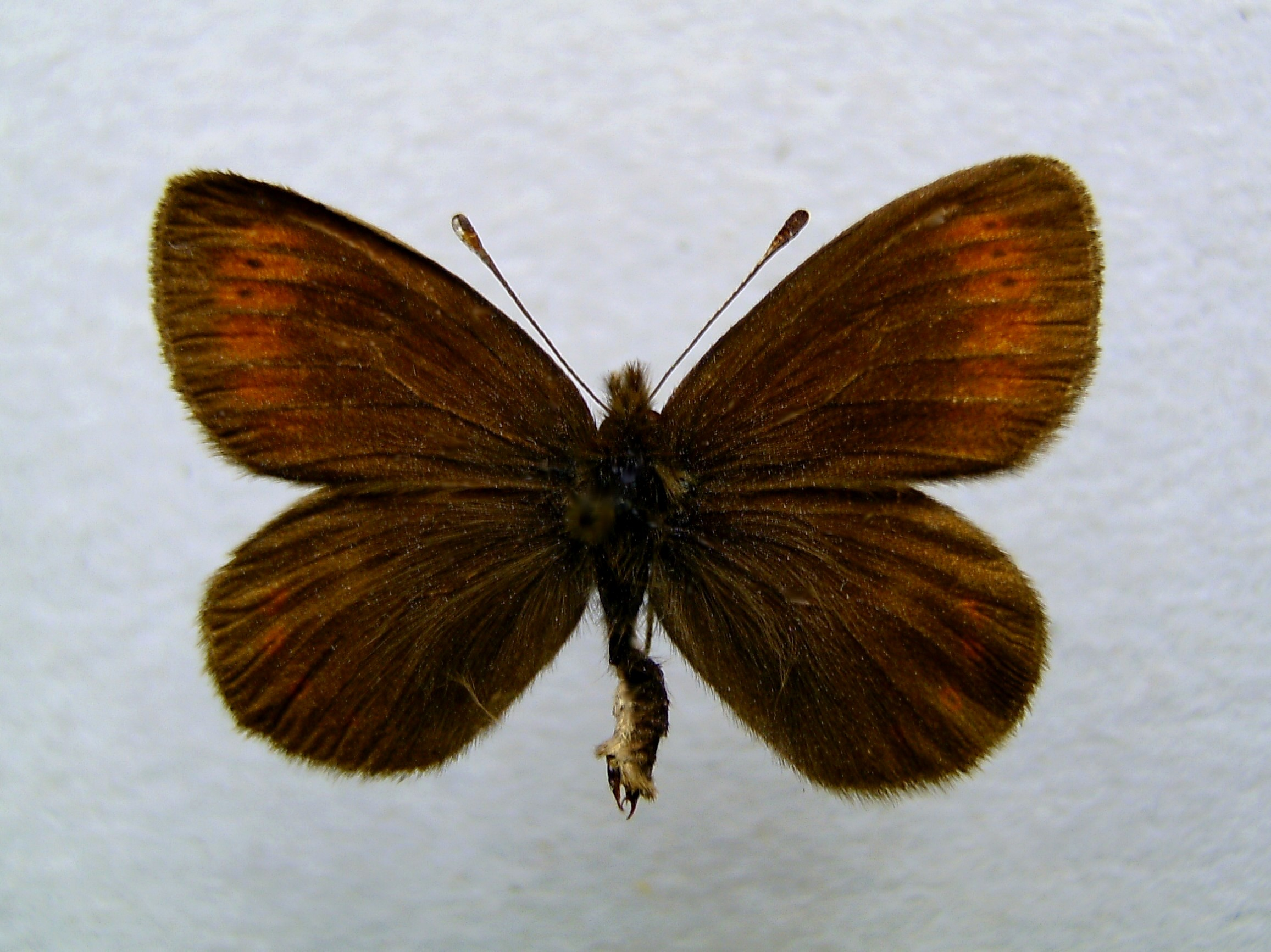